# JOY (ファッションモデル)
JOY（ジョイ、1985年4月15日 - ）は、日本の男性ファッションモデル、タレント、コメンテーター、歌手、司会者。本名はグリーンウッド・ジョゼフ（Joseph Greenwood）。Grick所属。
群馬県高崎市出身。父親がイギリス人で、母親が群馬県出身の日本人。高崎市立寺尾小学校、高崎市立寺尾中学校、岡山理科大学附属高等学校（通信制課程）卒業。姉は同じくモデルのSophiaで、妻はわたなべ麻衣。

## 来歴
- 岡山理科大学附属高等学校（通信制課程）3年時に姉Sophiaの紹介がきっかけとなり、雑誌『men's egg』（2003年6月号の「春夏高校生白書」のコーナー）にてモデル活動を開始。
- 2009年2月、益若つばさ出演回の、日本テレビ系のバラエティ番組『しゃべくり007』内企画「旦那は誰だ!?」にて、men's eggモデルの一人として出演。平泉成のモノマネなどを披露し、注目を集める。のちに同番組へ再出演を果たした時には「JOY軍団」として登場し、当時メインであった梅田直樹と立場が逆転した。これらの出演がきっかけとなり、同年春頃からベンヌに所属、秋よりタレント活動を本格化させた。
- 2010年1月20日、同じくmen's eggモデルである梅田直樹とのユニット「梅田直樹 featuring Joy」で歌手デビュー。翌2011年3月に肺結核で入院。療養のため活動休止していたが、6月13日に退院したことを公式ブログにて発表。同月29日には、初となる冠番組『JOYnt!』（群馬テレビ）がスタート。先の闘病経験から2011年には「ストップ結核パートナーシップ日本大使」に任命されている[3][4]。
- 2013年、同時間帯に放送されている二番組に出演したために、一方の番組である有吉反省会（日本テレビ系）から出入り禁止を受ける[5]。
- 2015年より『ゴゴスマ』（CBCテレビ）レギュラー出演。
- 2016年4月1日付で、所属事務所をベンヌからGrickに移籍。
- 2017年2月、『ダウンタウンのガキの使いやあらへんで!』の番組企画「二代目のサンシャイン斎藤グランプリ」にて優勝。
- 2018年6月28日、『サッカーワールドカップ2018』日本対ポーランド戦を渋谷からリポート。（フジテレビ）
- 2019年6月26日、モデルのわたなべ麻衣と結婚[2]。
- 2020年6月10日、わたなべの第1子妊娠を発表[6]。
- 2020年10月19日、第1子となる女児が誕生[7]。

- 2024年8月某日、『RIZIN』で総合格闘技デビュー[8]。
- 2024年8月某日、日本最大の格闘技団体『RIZIN』のエキシビションマッチにて、RIZIN2階級制覇王者の堀口恭司とRIZIN特別ルールで対戦し、2RにレフェリーストップによるTKO負けを喫した。[試合映像 1]

## 人物
- 父親は英会話講師であり、父親とは英語で会話している。
- 芸名かつニックネームであるJOYの意味は「喜び」だが、由来は本人も家族も知らない[9]。後に母に聞いた所、実は呼ばれていたのは「ジョーイ」であった(ジョイは女性の名前)。本人は皆が呼ぶから「ジョイ」で良いとのこと。ちなみにJOYはバラエティのおちゃらけの方の名前とのこと。
- 中学時代にサッカーの群馬県選抜に選ばれるなど、将来を有望視されていたが、高校一年生のときに腰を痛めサッカーの道を断念した。ショックで一時引きこもりがちになってしまうが、当時姉がモデルの仕事を始め、憧れを抱くようになる[10]。またサッカーは現在でも趣味で続けており、炎の体育会TVなどテレビ番組の企画に出演することが多い。
- モデルデビュー前は、髙島屋高崎店にある大食堂・ビアガーデンで働いていた[11]。
- ユージと容姿、キャラクターが似ていることからよく間違えられる[12][13][14]。2015年には『徹子の部屋』[15]に、2025年には『ぽかぽか』に、二人でゲスト出演した。
- 好きな女性のタイプは、森三中の黒沢かずこである事を挙げている。
- AKB48の高橋みなみのファンであることを公言しているが、高橋には苦笑いされ、「（男性として見るのは）無理ですね」と言われたという。
- その他UVERworld、アンジャッシュ、KONAN、平泉成、ドミンゴ・グスマンのファンである。
- アントニー（マテンロウ）、植野行雄（デニス）、関口メンディーと共にハーフ会を結成している。
- 嫌いな食べ物はトマト[16]。
- テレビ番組内で、自身が「後輩の某芸人とはもう縁切り」とツイートした問題について謝罪した[17]。
- 2018年、吉澤ひとみが起こした飲酒轢き逃げ事故を巡るツイートが物議を醸した[18]。
- 2019年に芸能人の薬物使用騒動が多く見られ、ニュースがそのことばかりになっている現状に疑問を抱き、制作側やスポンサーのリスク軽減も兼ねて、1年に一度の抜き打ち薬物検査のルールを提言している[19]。しかしながら、同年11月20日に『とくダネ!』（フジテレビ）にゲスト出演した際にこの提言について発言したところ[20]、小倉智昭をはじめとした番組レギュラー陣から猛反対を受けている[21]。

## 地元・群馬県とのかかわり
JOYは群馬県高崎市の出身で、タレントの群馬県人会「上州鶴の会」のメンバーでもあり、地元に対して強い愛着を持っていることで知られる。この郷土愛は、彼のテレビ・ラジオ出演やYouTube活動などを通じて繰り返し表現されている。
2024年にYouTubeチャンネル『それ群馬にもありますけど!!!』を開始。放送作家の大井洋一と共に、群馬県内の観光地やグルメなどの魅力を紹介するロケ番組を展開。群馬の情報を全国に発信することを目的としている。
NHK『首都圏情報ネタドリ！』やフジテレビ『めざまし8』では、群馬県が移住先人気ランキングで1位になったニュースで群馬県出身タレント代表としてゲストに呼ばれ、群馬の魅力についてテレビ番組で熱く語っている。
出身地である高崎市に対しては特に強い思い入れを持っており、2017年に高崎観光特使に就任し、地元のコミュニティラジオ局のラジオ高崎にてレギュラー番組を担当しているほか、高崎が東京への通勤圏内という事もあり、高崎市へのUターンによる移住計画がある事をかねてより公言している。
過去には冠番組『JOYnt!』が群馬テレビで放送され、同番組は10年以上続く長寿番組となり、地域密着型の放送内容で地元振興にも貢献した。『JOYnt!』終了後も、群馬県の魅力を全国に届ける活動を継続し、群馬県公式Youtube「tsulunos」の番組でも群馬出身タレントとしてメインMCを任されるなど、地元からのJOYに対する信頼も厚い。これらの活動は、単なる郷土愛にとどまらず、群馬県のイメージ向上や地域振興への意欲の表れとも解釈されている。

## 出演

### テレビ
レギュラー
- JOYのASOBU-TVJOYnt!（2011年6月 - 2022年3月、群馬テレビ ほか 5いっしょ3ちゃんねる各局） - MC（司会）
- ヒルナンデス! 火曜日『JOYの路線バスすごろく旅』（2013年3月 - 2015年1月、日本テレビ）
- 超ドSナイト（2015年4月3日初回放送 - 2016年12月、静岡放送） - MC
- ゴゴスマ（2015年4月 - 、CBCテレビ、毎週木曜日）
- 趣味どきっ!「わたしの部屋の小惑星〜アクアリウムとテラリウム〜」（2016年6月・7月期、NHK Eテレ） - 生徒 役（テラリウム担当）
- あいつの ホンネ〜女は知らない男のキモチ〜（2018年1月9日 - 6月26日、フジテレビ）
- 宇賀なつみのそこ教えて!（2020年4月5日 - 2022年3月25日、BS-TBS→BS朝日、政府広報番組） - レイワくん 役（声の出演）
- 旅するためのドイツ語（2020年9月28日 - 、NHK Eテレ） - ドイツ語チャレンジャー
- 潟ちゅーぶ（NST新潟総合テレビ） - MC（2024年度から）

準レギュラー
- アッコにおまかせ!（TBS）
- 5時に夢中!（2014年10月10日、東京メトロポリタンテレビジョン） - 夏休みのふかわりょうに変わり、日替わり代打MCの一人として出演

ドラマ
- 神奈川県厚木市 ランドリー茅ヶ崎第4話（2016年3月 - 4月、MBS・TBS） - 厚木がどこなのか話している男女（男） 役
- 小河ドラマ 織田信長（2017年3月25日、時代劇専門チャンネル） - JOY（本人役） / 前田利家 役
- ペンション・恋は桃色（2020年1月 - 2月、フジテレビ） - ヨシオ友人 役

CM
- ACジャパン「2015年度支援キャンペーン 結核予防会『JOYと偉人』」（2015年7月 - ）

### ラジオ
レギュラー
- 秋元才加とJOYのWeekly Japan!!（2018年4月 - 2020年3月、TOKYO FM）
- きこえタマゴ!（2018年4月 - 2019年3月、NHKラジオ第1放送、毎週土曜日）
- AIR PLACE（2017年4月 - 、ラジオ高崎・まえばしCITYエフエム、毎月第4水曜日）
- FAV FOUR（2021年4月 -、NACK5、毎週火曜日）
- 茸とJOYのマイン・クライム～ラジオでゲーム実況やらせていただきます、（2015年12月 - 2017年12月、エフエム群馬毎週土曜 18：30〜18：55、 茸(たけ)とダブルMC）

### 映画
- 仮面ライダー×仮面ライダー 鎧武&ウィザード 天下分け目の戦国MOVIE大合戦（2013年、東映） - イエヤス 役
- ハニー・フラッパーズ（2014年） - 泰二 役

### 雑誌
- men's egg - 専属モデル ※2010年6月に卒業
- たまごクラブ（2020年7月号 - 2020年6月13日、ベネッセコーポレーション） - 表紙・インタビュー[34]。

### 書籍
- 1stフォトエッセイ「JOYパーソナルブック JOY×FULL」（2010年6月発売、学研パブリッシング）

### CD
- 梅田直樹 featuring Joy 1stシングル「BE WITH YOU」（2010年1月20日、ブランニューミュージック）

### 配信
- ラジオ番組『茸とJOYのマインクライム』 ※実況者・茸と共に、YOUTUBEでもマインクライムなどを実況
- 「アナタ本当にリア充ですか?」〜略して「本リア」〜（2011年1月 - 8月、ニコニコ生放送、月1回放送） - MC
- 土曜の夜は尻上がり!「ピーチゃんねる」（2017年10月7日 - 2018年7月1日、AbemaTV） - オージ
- 全日本女子パリピ選手権（2018年5月12日 - 13日、AbemaTV）[35] - 審査員
- Love or Delete（2020年5月30日 - 6月27日、ABEMA） - MC[36]
- ドキュメンタル番外編 イケメンタルfromまっちゃんねる（2021年、Amazonプライム・ビデオ）- シーズン1出演
- 大人の恋愛地図 Supported by 東京カレンダー（2021年10月14日 - 11月25日、ABEMA）- コメンテーター
- サラリーマン山崎シゲル（2025年7月1日 - 、FOD SHORT）[37]

### ファッションショー
- 東京ガールズコレクション
- 神戸コレクション
- 渋谷ガールズコレクション
- 静岡コレクション

### イベント
- 群馬県みなかみ町花火大会（2012年8月16日） - （1万発）打ち上げ本番前に開催されたトークショー
- ドラゴンクエストXI カウントダウンカーニバル（2017年5月27日 - 同年7月17日）[38]
- 繊維の魅力ＰＲイベント「Fashionable Gunma」（10月12・13日、群馬県庁）「JOYのASOBU-TV JOYnt!」の公開収録とトークショー

### その他
- カラオケまねきねこ ココプラ!（同グループの店内で配信される番組）（2021年3月 - ）

## 試合戦績（総合格闘技）

### 総合格闘技 エキシビション
| 勝敗 | 対戦相手 | 試合結果         | 大会名                                                          | 開催年月日    |
| ×    | 堀口恭司 | 2R 0:28 三角絞め | RIZIN公式YouTubeチャンネル『JOY RIZINアンバサダーへの道 第1話』 | 2024年8月某日 |

### 試合映像
1. ↑  『JOY RIZINアンバサダーへの道 第一話』RIZIN公式YouTubeチャンネル、2024年。
2. ↑  『JOY RIZINアンバサダーへの道 第一話』RIZIN公式YouTubeチャンネル、2024年。